# Atilio Mellone
Atilio Mellone (né à une date inconnue au Paraguay) est un joueur de football international paraguayen.

## Palmarès

### Individuel
| Distinction                            | Pays      | Année |
| -------------------------------------- | --------- | ----- |
| Meilleur buteur de la Primera División | Argentine | 1944  |